# Magione (Italia)
Magione és un comune (municipi) de la província de Perusa, a la regió italiana d'Úmbria, situat uns 15 km a l'oest de Perusa. L'1 de gener de 2018 tenia 14.815 habitants.
Limita amb els següents municipis: Castiglione del Lago, Corciano, Panicale, Passignano sul Trasimeno, Perusa, Tuoro sul Trasimeno i Umbertide. Es troba a la riba oriental del Llac Trasimè.
A l'est del municipi es troba l'Autodromo dell'Umbria, un circuit d'automòbils i motocicletes a nivell nacional.

## Història
A la població hi havia una magione (casa del pelegrí) construïda a l'edat mitjana pels cavallers templers, d'aquí el nom actual. Posteriorment va ser propietat dels Cavallers Hospitalaris, que la van convertir en una abadia fortificada al segle xiv.
El 1502 va ser el lloc on diversos senyors umbri i [Marche] van establir un complot contra Cèsar Borja. En els segles següents, el castell va albergar algunes figures històriques com el Papa Benet XIV i el Papa Pius VII.